# Heinz Honegger
Heinz Honegger (* um 1940) ist ein Schweizer Badmintonspieler. 

## Karriere
Heinz Honegger war einer der bedeutendsten Badmintonspieler der Schweiz in den 1960er Jahren. 1962 gewann er dort seinen ersten Titel im Herrendoppel mit Francis Colomb. Acht weitere Doppeltitel folgten mit Jürg Honegger bis 1970. 1962, 1964, 1965 und 1966 gewann Honegger den Herreneinzeltitel, 1970 den Mixedtitel. International siegte er bei den Swiss Open und den French Open.

## Sportliche Erfolge
| Saison | Veranstaltung                   | Disziplin    | Platz | Name                                |
| ------ | ------------------------------- | ------------ | ----- | ----------------------------------- |
| 1961   | Schweizer Einzelmeisterschaften | Herrendoppel | 1     | Francis Colomb / Heinz Honegger     |
| 1962   | Schweizer Einzelmeisterschaften | Herrendoppel | 1     | Jürg Honegger / Heinz Honegger      |
| 1962   | Schweizer Einzelmeisterschaften | Herreneinzel | 1     | Heinz Honegger                      |
| 1963   | French Open                     | Herrendoppel | 1     | Heinz Honegger / Torkild Nielsen    |
| 1963   | Schweizer Einzelmeisterschaften | Herrendoppel | 1     | Jürg Honegger / Heinz Honegger      |
| 1964   | Swiss Open                      | Herrendoppel | 1     | Tage Nielsen / Heinz Honegger       |
| 1964   | Schweizer Einzelmeisterschaften | Herrendoppel | 1     | Jürg Honegger / Heinz Honegger      |
| 1964   | Schweizer Einzelmeisterschaften | Herreneinzel | 1     | Heinz Honegger                      |
| 1965   | Swiss Open                      | Herrendoppel | 1     | Tage Nielsen / Heinz Honegger       |
| 1965   | Schweizer Einzelmeisterschaften | Herreneinzel | 1     | Heinz Honegger                      |
| 1966   | Schweizer Einzelmeisterschaften | Herreneinzel | 1     | Heinz Honegger                      |
| 1966   | Schweizer Einzelmeisterschaften | Herrendoppel | 1     | Jürg Honegger / Heinz Honegger      |
| 1967   | Schweizer Einzelmeisterschaften | Herrendoppel | 1     | Jürg Honegger / Heinz Honegger      |
| 1968   | Schweizer Einzelmeisterschaften | Herrendoppel | 1     | Jürg Honegger / Heinz Honegger      |
| 1969   | Schweizer Einzelmeisterschaften | Herrendoppel | 1     | Jürg Honegger / Heinz Honegger      |
| 1970   | Schweizer Einzelmeisterschaften | Herrendoppel | 1     | Jürg Honegger / Heinz Honegger      |
| 1970   | Schweizer Einzelmeisterschaften | Mixed        | 1     | Heinz Honegger / Vreni Schkölzinger |